# Konfederace nezávislých systémů
Konfederace nezávislých systémů (anglicky Confederacy of Independent Systems, zkratka CIS), zkráceně Konfederace, též Separatistická aliance (anglicky Separatist Alliance), Separatistický stát (Separatist State) nebo jen Separatisté (Separatists) byla krátkodobě existující vesmírná aliance separatistů ve fiktivním světě Star Wars, které tvoří tisíce planet a souhvězdí známé Galaxie. Byla založena separatistickým hnutím vedeným hrabětem Dooku a cílem separatistů bylo definitivně se odtrhnout od Republiky kvůli rostoucí korupci v Galaktickém senátu, nepřiměřenému zdanění a nefunkčnosti jeho centrální vlády.

## Dějiny
Konfederace se zformovala oddělením mnoha tisíců planetárních a sektorových vlád od Republiky včetně velkých mega-korporací jako byly Korporátní aliance, Komerční cech, Techno unie, Obchodní federace, InterGalaktický bankovní klan a Maloobchodní klub, které zformováním vlastního Separatistického senátu vyvolaly politickou krizi Republiky. Ve skutečnosti byli Separatisté a jejich konflikt s Republikou pouhými nástroji šedých eminencí působících v pozadí. Pravým cílem těchto tajemných osob bylo oslabit Republiku a uchvátit veškerou moc v galaxii pro sebe.

Válečný prapor CIS

Politická krize dle očekávaného scénáře vygradovala v otevřenou občanskou válku mezi Separatisty a Republikou, nazývanou Klonové války, za jejíž počátek se považuje (první) bitva o Geonosis. Název je odvozen od klonových vojáků, kteří byli poprvé nasazeni Republikou do boje proti armádám droidů Separatistů. Obě strany byly ve válce střídavě úspěšné. Po sérii mnoha bitev se stále dominantní Republikou se konečné vítězství Separatistům vzdalovalo. Nakonec, navzdory svým úspěchům, byli Separatisté poraženi. Zbylí separatističtí vůdcové, mezi nimiž byl i místokrál Obchodní federace, byli v podstatě popraveni. Spolu s nimi zanikla roku 19 BBY Konfederace jako celek.
Některé přeživší izolované skupinky pokračovaly v odporu i po Klonových válkách, a později, po reorganizaci Republiky v Impérium, přispěly svým dílem ke zformování Aliance rebelů. Klonové války nicméně zapříčinily podle očekávání pád Republiky, když v Senátu zvolený kancléř Sheev Palpatine skrze politický tlak a korupci obdržel od senátu „zvláštní pravomoci“, které poté využil k jeho rozpuštění a vyhlášení Impéria roku 19 BBY, sám se pak prohlásil za prvního císaře.